# Église Sainte-Anne de Sabarat
Pour les articles homonymes, voir Église Sainte-Anne.
L'église Sainte-Anne de Sabarat est située sur la commune de Sabarat, en vallée de l'Arize, dans le département de l'Ariège, en France.

## Localisation
Avec cimetière attenant, elle est située à l'est et à l'écart du village, en surplomb du ruisseau de Menay.

## Historique
Plusieurs églises se sont succédé avant de disparaître en ces lieux : Saint-Pierre-de-Molières est donnée à l’abbaye du Mas-d’Azil vers 1060 par Guillaume Aton de Fagolle, puis Saint-Martin-de-Crébacor, mentionnée en 1120 dans le cartulaire de l’abbaye du Mas-d’Azil.
L'église antérieure, où se trouvait encore un cloître en 1623, date du XIIe siècle. Ruinée en 1625 lors des guerres de Religion particulièrement vives dans la vallée de l'Arize, elle est reconstruite au XVIIe siècle et vraisemblablement terminée en 1688, date gravée sur le portail.
Le clocher-mur datant du XIIIe siècle avec cinq baies ouvertes sur trois niveaux, toutes dotées d'une cloche, est l'élément le plus remarquable malgré une rénovation avec un enduit lisse peu appropriée en façade.
Elle est inscrite partiellement pour son clocher-mur au titre des monuments historiques par arrêté du 28 décembre 1944. L'église et son cimetière sont également un site classé depuis le 5 décembre 1944.

## Galerie

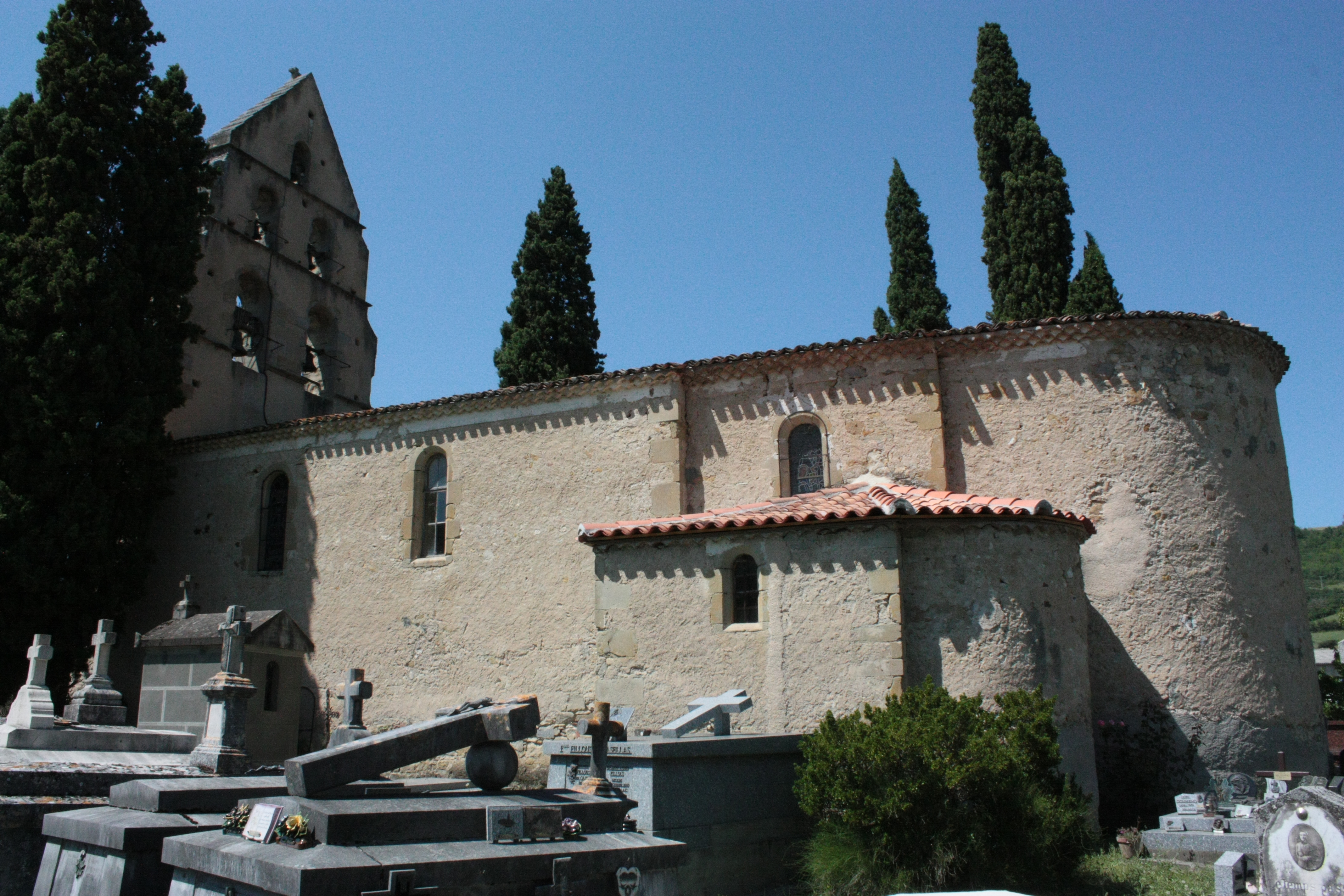
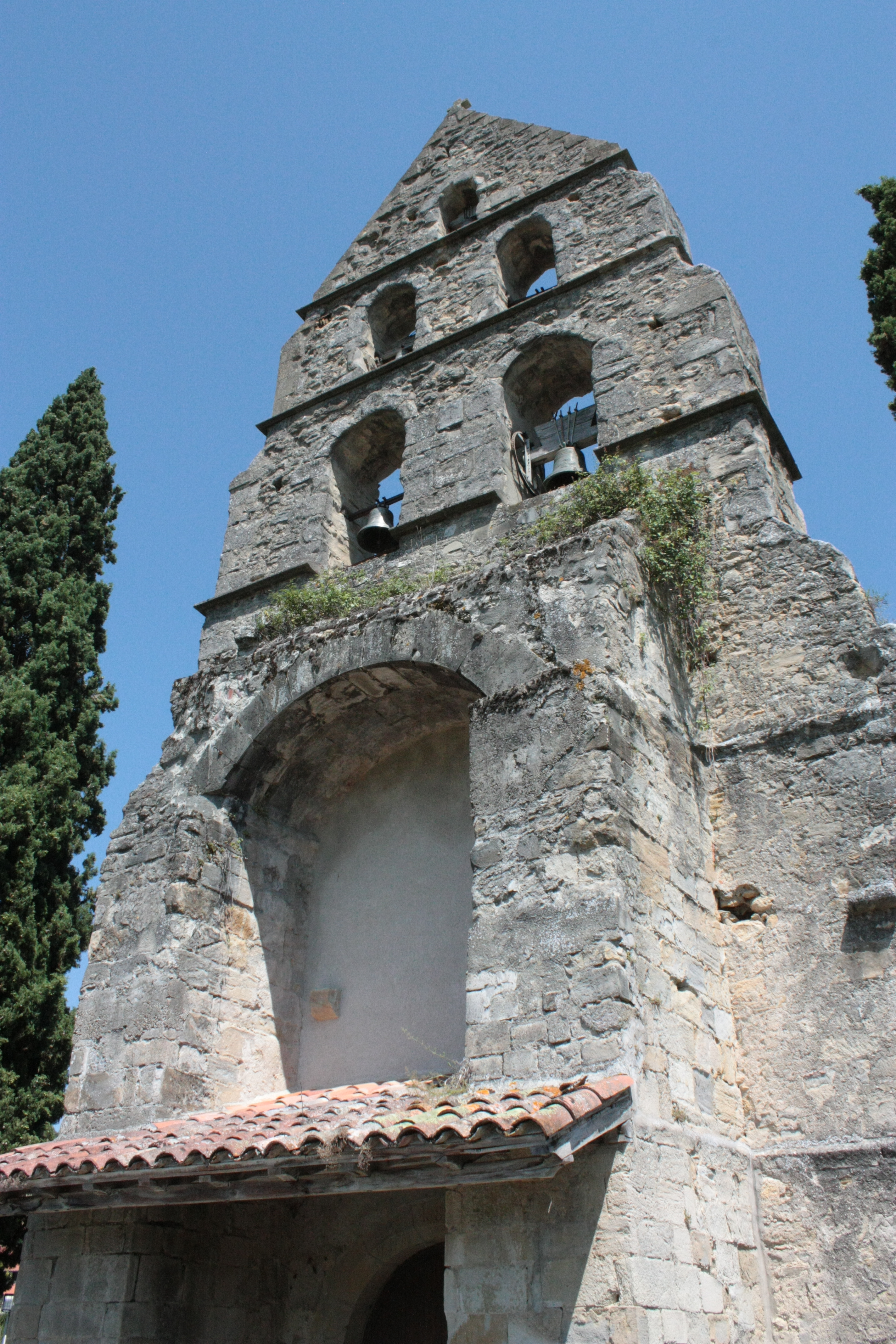
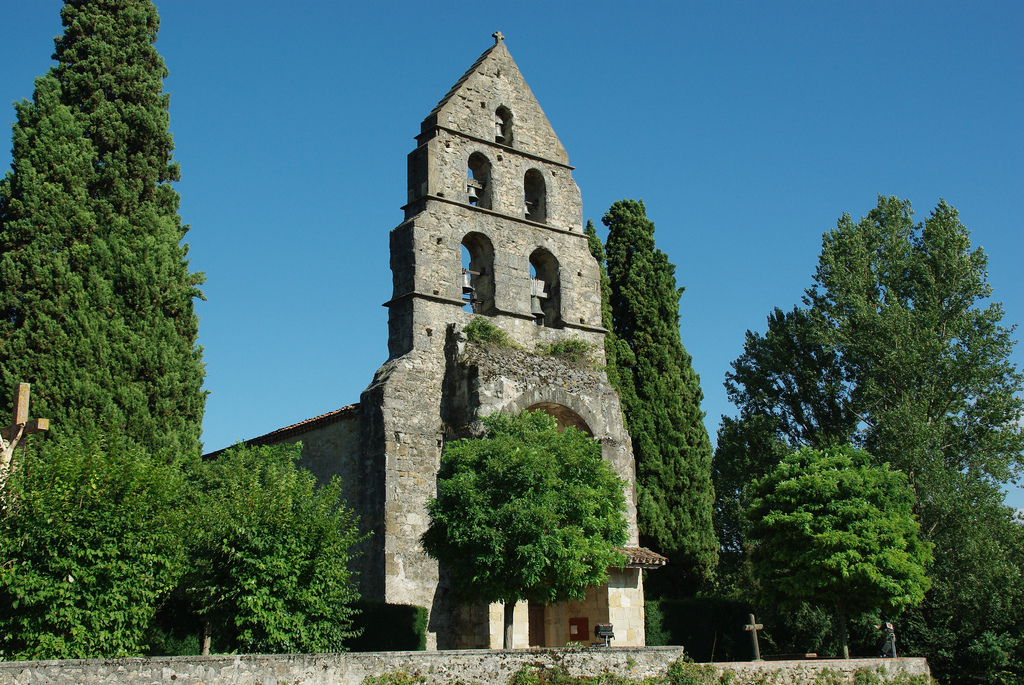